# یواس‌اس گراکل (ای‌ام-۷۳)
یواس‌اس گراکل (ای‌ام-۷۳) (به انگلیسی: USS Grackle (AM-73)) یک کشتی بود که طول آن ۱۳۲ فوت ۴ اینچ (۴۰٫۳۴ متر) بود. این کشتی در سال ۱۹۲۹ ساخته شد.